# Distrito de El Milagro
El distrito de El Milagro es uno de los siete distritos de la Provincia de Utcubamba, ubicado en el Departamento de Amazonas, en el norte del Perú.  Limita por el noroeste con la provincia de Bagua; por el sureste con el distrito de Bagua Grande; por el sur con el distrito de Cumba y; por el oeste con el departamento de Cajamarca.
Desde el punto de vista jerárquico de la Iglesia católica forma parte del Diócesis de Chachapoyas.
En el distrito de El Milagro se encuentra el fuerte Vencedores del CENEPA la sexta y única brigada de la selva peruana.

## Historia
El distrito fue creado el 30 de mayo de 1984 mediante Ley N.º 23843, en segundo gobierno del Presidente Fernando Belaúnde Terry

## Geografía
Abarca una superficie de 313,89 km² y tiene una población estimada mayor a 6500 habitantes. 
Su capital es el pueblo de El Milagro.

## Autoridades

### Municipales
- 2023-2025

  - Alcalde: Roger Coronel Portocarrero, Movimiento Político Sentimiento Amazonense Regional.
  - Regidores: Carmen Rosa Hernández Arce, Orlando Sanchez Perez, Patricia Lozano Morales, Edgar Córdova Rivera, Vicente Heredias Quinto.
  - Funcionarios / Gerente Municipal: Ing. Elvis Huamán Muñoz, Gerente de Planeamiento y Presupuesto: Medaly Becerra Cruz.

- 2018-2022[2]
  - Alcalde: René Vargas Coronel, Movimiento Sentimiento Amazonense Regional.[3]
  - Regidores: Vicente Heredia Quintos, Guadalupe Tocto García, Iván Balladares Hernández, Leydi Pérez Coronel, Roger Coronel Portocarrero.
- 2015-2018[2]
  - Alcalde: Belisario Delgado Angaspilco, Movimiento Sentimiento Amazonense Regional.
  - Regidores: Eylen Pérez Cajalian, Fortunato Lozano Lingan, Meresinda Valle Carrasco, Valentín Culqui Ydrugo, Héctor Cajalian Díaz.
- 2013-2014
  - Alcalde: René Vargas Coronel, Movimiento Regional Fuerza Amazonense (FA).
- 2007-2010
  - Alcalde: Eva Ganni Larraín Reyes.

alcalde: Celestino Rodríguez Hurtado, de acción popular
- - 1999 solo se quedó hasta este periodo porque su teniente alcalde Eva Ganni Larraín Reyes quería el poder y lo traicionó
  - 1995-1998

### Religiosas
- Obispa de Chachapoyas: Monseñor Emiliano Antonio Cisneros Martínez, OAR.[4]